# یواس‌اس نودشا (وای‌تی‌بی-۸۱۵)
یواس‌اس نودشا (وای‌تی‌بی-۸۱۵) (به انگلیسی: USS Neodesha (YTB-815)) یک کشتی است که طول آن ۱۰۹ فوت (۳۳ متر) می‌باشد. این کشتی در سال ۱۹۷۱ ساخته شد.